# Jetro Willems
Jetro Willems (ur. 30 marca 1994 w Willemstad) – holenderski piłkarz antylskiego pochodzenia występujący na pozycji lewego obrońcy.

## Życiorys
Jako junior był piłkarzem m.in. Sparty Rotterdam. W sezonie 2010-11 zadebiutował w tym klubie w seniorskich rozgrywkach.
W 2012 sięgnął po Puchar Holandii. W maju 2012 został powołany do 23 osobowej kadry na EURO 2012 przez selekcjonera Berta van Marwijka, mimo że wcześniej nie zadebiutował w dorosłej reprezentacji. Występował w juniorskich i młodzieżowych drużynach tego kraju.

## Sukcesy

### Holandia U-17
- Mistrzostwa Europy U-17

Mistrzostwo (1): 2011